# 水餃皇后 (電視劇)
《水饺皇后》（英語：To Love With Love）是香港電視廣播有限公司製作的電視劇，以灣仔碼頭創辦人臧健和之水餃事業發展為藍本，由陳松伶、何寶生及黎耀祥領銜主演，監製張乾文，全劇共20集，1995年6月在無綫電視翡翠台首播。

## 故事概要
朱恩平（陈松伶饰）自小因家境贫穷及父亲重男轻女的关系便放弃了学业，但平没有因此而灰心反而更积极的面对。平、峰(何寶生飾)及強(黎耀祥飾)三人在圍村長大是青梅竹馬因此三人感情尤其深厚。峰刚学成归来不久便因与女友性格不合而分手，幸峰得到了平的安慰，其后平更協助峰打理自己酒家的生意，二人暗生情愫更擦出感情，不料卻遭雙方家長反對婚事，平、峰决定坚持婚事终排除萬難結成夫婦。不久，峰因母亲投资失利而家道中落，經濟出現危機，峰决定鋌而走險欺骗银行终被捕入獄，平在面對经济的困难下，決定自力更生以自己包水餃的能力在外当小販謀生。因平的水餃十分美味而使到街知巷聞，顧客均聞風而至。強更將自己的積蓄全部投資到平的水餃工場上，使到平的事業一日千里。峰出獄後，見到平已经事業有成，而自卑感作崇，竟欲捨弃平跟随着舊情人到往美国发展......

## 演员表

### 朱家
| 演員         | 角色   | 暱稱/關係 |
| 王青         | 朱永祥 | 祥哥 金年华之大厨，后因腰伤而于第3集辞职 朱得华、朱恩平、朱得柏、朱得胜之父 余子峯之岳父 与杨焕兴不和，后和好                                 |
| 何浩源       | 朱得华 | 朱恩平、朱得柏、朱得胜之兄 子峯之大舅 |
| 蔡剑雪       | 芳     | 朱恩平、朱得柏、朱得胜之大嫂 子峯之大舅嫂                                                                                                   |
| 李俊（童年） | 朱恩平 | 阿扁 围村食品厂、余太小厨老板娘 朱永祥之女 朱得华之妹 朱得柏、朱得胜之姐 子峯之青梅竹马好友，后为其妻 邓乃强之青梅竹马好友 角色原型為臧健和 |
| 陈松伶       | 朱恩平 | 阿扁 围村食品厂、余太小厨老板娘 朱永祥之女 朱得华之妹 朱得柏、朱得胜之姐 子峯之青梅竹马好友，后为其妻 邓乃强之青梅竹马好友 角色原型為臧健和 |
| 陈展鹏       | 朱得柏 | 朱永祥之子 朱得华、朱恩平之弟 朱得胜之兄 子峯之小舅                                                                                         |
| 郑家麟       | 朱得胜 | 朱永祥之子 朱得华、朱恩平、朱得柏之弟 子峯之小舅                                                                                            |

### 余家
| 演員           | 角色   | 暱稱/關係 |
| 张英才         | 余应添 | 杨焕兴之夫 余玉儿、余子峯、余玉和之父 吕培坤之前岳父 朱恩平之家公 安仔之外公 因晕倒失救而于第17集去世 |
| 苏杏璇         | 杨焕兴 | 西太后（金年华伙计专称） 余应添之妻 余子峯之母 余玉儿之母，因知悉其私吞公款而反目，后和好 余玉和之繼母 朱恩平之家婆与其不和，后和好 杨兆光之表姐 与朱永祥不和，后和好 吕培坤之前岳母 安仔之外婆 于第10集破产                    |
| 陈宝仪         | 余玉儿 | 余应添之女 杨焕兴之女，因被其知悉私吞公款而反目，后和好 吕培坤之妻，後離婚 余子峯之姐 余玉和之同父異母姐 安仔之母 与朱永祥不和，后和好 在余应添去世后移民新加坡                                                                 |
| 李成昌         | 吕培坤 | 阿坤 余玉儿之夫，后因与Ann有私情而离婚 余應添、楊煥興前女婿 余子峯、余玉和前姐夫 朱恩平前姐夫 安仔之父 |
| 颜日峰（童年） | 子峯   | 阿峯 余应添、杨焕兴之子 余玉儿之弟 余玉和之同父異母兄 安仔之舅 朱恩平之青梅竹马好友，后于第7集成为其夫 邓乃强之青梅竹马好友 开设空壳公司向银行借贷因诈骗罪而于第10集入狱两年，后于第15集出狱 因自卑感作祟而于第20集离港后不果 |
| 何宝生         | 子峯   | 阿峯 余应添、杨焕兴之子 余玉儿之弟 余玉和之同父異母兄 安仔之舅 朱恩平之青梅竹马好友，后于第7集成为其夫 邓乃强之青梅竹马好友 开设空壳公司向银行借贷因诈骗罪而于第10集入狱两年，后于第15集出狱 因自卑感作祟而于第20集离港后不果 |
| 陈彦行         | 余玉和 | 余应添之女 楊煥興之繼女 親母為妓女 余玉儿、余子峯之同父異母妹 安仔之姨 喜欢邓乃强，于第20集與其结婚并育有一子 |
| 谢文轩         | 安仔   | 吕培坤、余玉儿之兒子 余应添、杨焕兴之外孫 余子峯之外甥 余玉和之姨甥 |
| 梁钦棋         | 杨兆光 | 阿光 银行贷款部经理 杨焕兴之表弟 余玉儿、余子峯、余玉和之表舅 教唆杨焕兴炒期指导致破产 诱骗余子峯开设空壳公司向银行借贷而于第10集逃离香港被廉政公署 (香港)通缉                                                                  |
| 黎秀英         | 三姐   | 余家佣人 |

### 鄧家
| 演員           | 角色   | 暱稱/關係 |
| 黎宣           | 陈亚妹 | 妹姐 邓乃强之祖母 |
| 颜超国（童年） | 邓乃强 | 阿乃、奶仔 陈亚妹之孙子 朱恩平、子峯之青梅竹马兼好友 曾暗恋朱恩平，后放弃 喜欢余玉和，后于第20集结婚并育有一子 于第20集因脑癌去世 |
| 黎耀祥         | 邓乃强 | 阿乃、奶仔 陈亚妹之孙子 朱恩平、子峯之青梅竹马兼好友 曾暗恋朱恩平，后放弃 喜欢余玉和，后于第20集结婚并育有一子 于第20集因脑癌去世 |

### 其他演员
| 演員   | 角色     | 暱稱/關係 |
| 张慧仪 | 程思雅   | 思雅、Angie 余子峯之前女友，后分手但仍挑拨余子峯与朱恩平之间的关系 因余子峯选择不离港后，而以朱恩平侵犯围村水饺的商标而反目 |
| 简瑞超 | 老村长   | 香港围村老村长 |
| 孙季卿 | 卿 叔    | 香港围村村民 于第1集登场                                                                                              |
| 温双燕 | 村 民    | 香港围村村民 于第1集登场                                                                                              |
| 邓进龙 | 村 民    | 香港围村村民 于第1集登场                                                                                              |
| 陈凤冰 | 村 民    | 香港围村村民 于第1集登场                                                                                              |
| 黃天鐸 | 明 叔    | 前大三元名厨 金年华职員                                                                                               |
| 陳燕玲 |          | 金年华职員 |
| 石 云  | 才 叔    | 金年华职員 于第1集登场                                                                                                |
| 吕剑光 | 光 叔    | 金年华职員 于第1集登场                                                                                                |
| 区 嶽  | 嶽 叔    | 金年华职員 于第1集登场                                                                                                |
| 郑继宗 | 芳大佬   | 芳之兄 朱得华之大舅 朱永祥之姻亲                                                                                      |
| 姚明琳 | 女老师   | 朱恩平、余子峰、邓乃强之小学教师                                                                                        |
| 邓汝超 | 富哥     | 朱永祥因腰伤辞职后上任为金年华大厨 朱永祥之友                                                                         |
| 虞天伟 | 茂叔     | 餐馆厨师 |
| 戴耀明 |          | 侍应 于第1集登场 |
| 汤家杰 |          | 侍应 |
| 胡樱汶 | 李美娇   | 阿娇 喜欢邓乃强，苦苦痴缠他                                                                                           |
| 黄伟棠 | 阿牛     | 香港围村 Karaoke侍应 邓乃强、子峯、朱恩平之朋友                                                                       |
| 麦嘉伦 | 阿狗     | 香港围村 Karaoke侍应 邓乃强、子峯、朱恩平之朋友                                                                       |
| 田耀冬 | 阿猪     | 香港围村 Karaoke侍应 邓乃强、子峯、朱恩平之朋友                                                                       |
| 梁錦燊 | 芥川先生 | 日資百貨公司老闆 試食製作之水餃後於店內銷售其產品                                                                     |
| 劉桂芳 | 阿娟     | 妓女 余玉和生母 |
| 莎 鳳  | 娟姐     | 围村水饺厂女工 |
| 蕭玉燕 |          | 程思雅之朋友 |
| 苏恩磁 | 黄 太    | 富太太 杨焕兴之麻将朋友                                                                                               |
| 廖丽丽 | 陈 太    | 富太太 杨焕兴之麻将朋友                                                                                               |
| 李子奇 | 钟先生   | 子峯之上司 |
| 赵浩旻 |          | |
| 谭文娟 |          | |
| 戴浩明 |          | |
| 许佩敏 |          | |
| 何美好 |          | 女职员 |
| 羅雪文 |          | |
| 張捷冰 |          | |
| 可 群  |          | |
| 王俊杰 |          | |

## 電視節目的變遷
| 香港無綫電視翡翠台 星期一至五 第二線劇集 21:05-22:05 | 香港無綫電視翡翠台 星期一至五 第二線劇集 21:05-22:05 | 香港無綫電視翡翠台 星期一至五 第二線劇集 21:05-22:05 |
| ---------------------------------------------------- | ---------------------------------------------------- | ---------------------------------------------------- |
|                                                      | 水饺皇后 （1995.06.05 - 1995.06.30）                 |                                                      |
| 廉政英雌 （1995.05.08 - 1995.06.02）                 | O记实录 （1995.07.03 - 1995.07.29）                  |                                                      |